# 蓼の海
蓼の海（たてのうみ）は長野県諏訪市の水田灌漑用のため池。現在、池周辺は周囲の森林と併せた総合公園の「蓼の海公園」として整備されている。

## 蓼の海スケート場
1925年（大正14年）から天然のスケートリンクとして整備された。標高1250mに位置し、かつては日本屈指のスケートリンクとして栄えた。蓼の海はよく滑るリンクとして知られていた。
日本学生氷上競技選手権大会の1943年（昭和18年）第15回、1950年（昭和25年）22回、1956年（昭和31年）28回、1957年（昭和32年）29回。国民体育大会冬季大会（スケート競技）の1949年（昭和23年）第4回国民体育大会、1955年（昭和30年）第10回国民体育大会の会場として使用された。（1931年（昭和6年）の第3回全日本スピードスケート選手権大会、1948年/1949年（昭和22年/昭和23年）の第17回全日本フィギュアスケート選手権、1948年/1949年（昭和22年/昭和23年）の第17回全日本フィギュアスケートジュニア選手権は開催を予定していたが暖気のため中止となった。）
人工のリンクが普及したため、1976年（昭和51年）に閉鎖となった。